# Донельсон, Эндрю Джексон
Эндрю Джексон Донельсон (англ. Andrew Jackson Donelson; 25 августа 1799 — 26 июня 1871) — американский политик и дипломат, который занимал различные посты как Демократ, и был кандидатом от партии Know Nothing в вице-президенты на выборах 1856 года.
После смерти своего отца Донельсон жил со своей тётей Рейчел Джексон и её мужем Эндрю Джексоном. Он поступил в военную академию Вест-Пойнт по её окончании служил вместе с Джексоном во Флориде. Затем он покинул армии, изучал право и открыл адвокатскую практику в Нашвилле. Он помогал Джексону во время президентской кампании, а когда Джексон стал президентом, Донельсон стал его личным секретарём. Когда Джексон покинул пост, Донельсон вернулся в Теннесси, но не ушёл из политики. В 1844 году президент Тайлер назначил Донельсона поверенным в делах в Республику Техас, и Донельсон играл важную роль на переговорах по присоединению Техаса. В 1846 году президент Полк назначил Донельсона послом в Пруссию. В 1856 году партия Know Nothing избрала его кандидатом в вице-президенты, но его кандидатура не прошла на выборах. Донельсон так же участвовал в Конституционном конвенте 1860 года. Он не участвовал в Гражданской войне, но один из его сыновей погиб в сражении при Чикамоге в 1863 году.

## Ранние годы
Эндрю Донельсон был одним из трёх сыновей Самуэла Донельсона (1770—1804) и Мэри Смит Сандерс (1781—1857). Его младшим братом был Даниел Смит Донельсон, который стал бригадным генералом армии Конфедерации и в честь которого был назван Форт Донельсон. Его отец умер, когда ему было всего пять лет, а когда его мать повторно вышла замуж, он переехал в Эрмитаж, поместье его тёти (сестры его отца) Рэйчел Донельсон Джексон, которая в 1794 году вышла замуж за генерала Эндрю Джексона, будущего президента США (Донельсон был назван в его честь). Рэйчел и Эндрю заботились о всех трёх сыновьях Самуэла.
Донельсон окончил Камберлендский колледж в Нашвилле, а в июне 1817 года поступил в военную академию Вест-Пойнт. Он окончил академию вторым по успеваемости в выпуске 1820 года и был зачислен в инженерный корпус во временном звании второго лейтенанта. В том же году он стал адъютантом Джексона, который в звании генерал-майора командовал дивизией и воевал с семинолами во Флориде. 1 февраля 1822 года Донельсон покинул армию и поступил в Трансильванский университет в Лексингтоне, Кентукки. В 1823 году он начал работать юристом в Нашвилле. В том же году он женился на своей дальней родственнице, Эмили Теннесси (1807—1836).

## Политическая карьера
Донельсон помогал Джексону во время выборов 1824 и 1828 годов. Когда Джексон в 1829 году стал президентом, Донельсон стал его личным секретарём. А так как Рэйчел Джексон скончалась в декабре 1828 года, то Эмили, жена Донельсона, стала неофициальной Первой Леди. Донельсон оставался секретарём Джексона в весь период его администрации. В это время он построил себе новый дом, Poplar Grove, позднее переименованный в Tulip Grove.
В 1836 году постройка Poplar Grove была завершена, но 19 декабря 1836 года умерла от туберкулёза Эмили, оставив четырёх детей: Эндрю Джексона, Мэри Эмили, Джона Самуэла и Рэйчел Джексон. В 1837 году Джексон покинул пост президента, и Донельсон вернулся в Нашвилл. Последующие семь лет он поддерживал Демократическую партию, публикуя статьи в её поддержку и содействуя ей на выборах в штате.
В 1841 году он женился на Элизаберт Мартин Рэндольф, вдове Мериуитера Льюиса Рэндольфа, внука Томаса Джефферсона.
В 1844 году он помог Джеймсу Полку победить Ван Бюрена на партийных выборах.
В августе 1844 года от жёлтой лихорадки скончался Тилгманн Ховард, поверенный в дела США в Техасе. В это время шли трудные переговоры о присоединении Техаса к США, и смерть Ховарда могла иметь тяжёлые политические последствия. Президент Тайлер узнал о его смерти через месяц и сразу же назначил Донельсона преемником Ховарда. Тайлер написал, что его близкие отношения с Джексоном и Хьюстоном, а так же его большой опыт в политике делают его идеальной кандидатурой на этом ответственном посту. Чрез месяц Донельсон покинул свой дом, отправился в Новый Орлеан, откуда 6 ноября отбыл на корабле в техасский порт Галверстон, даже не дожидаясь, пока прибудут его официальные бумаги.